# Вершник без голови (фільм, 1922)
«Вершник без голови» (англ. The Headless Horseman) — американський комедійний фільм режисера Едварда Вентуріні, екранізація оповідання Вашингтона Ірвінга «Легенда сонного виярку». Прем'єра фільму відбулася 5 листопада 1922 року.

## Сюжет
Село Сліпі-Холлоу (укр. Сонна Лощина) готується до приїзду з Нью-Йорка нового вчителя, Ікебода Крейна. Крейн вже начувся про місцеву легенду, вершника без голови, нібито той що шукає свою голову, яку він втратив в бою. Ледве встигнувши приїхати, Крейн починає зустрічатися з молодою багатою спадкоємицею Катріно ван Тассел, чим дратує Абрама ван Брунта, який шукає її руки. Крейн як вчитель виявляється жорстким і недалеким, що також налаштовує проти нього жителів села. Незабаром вже багато хто хоче, щоб він зник назавжди…

## У ролях
- Вільям Роджерс
- Луїс Мередіт
- Бен Хендрікс мол.
- Чарльз Грехем
- Мері Фой